# Max Fürst (Schriftsteller)
Max Fürst (* 2. Juni 1905 in Königsberg; † 21. Juni 1978 in Stuttgart) war ein deutscher Schriftsteller.

## Leben

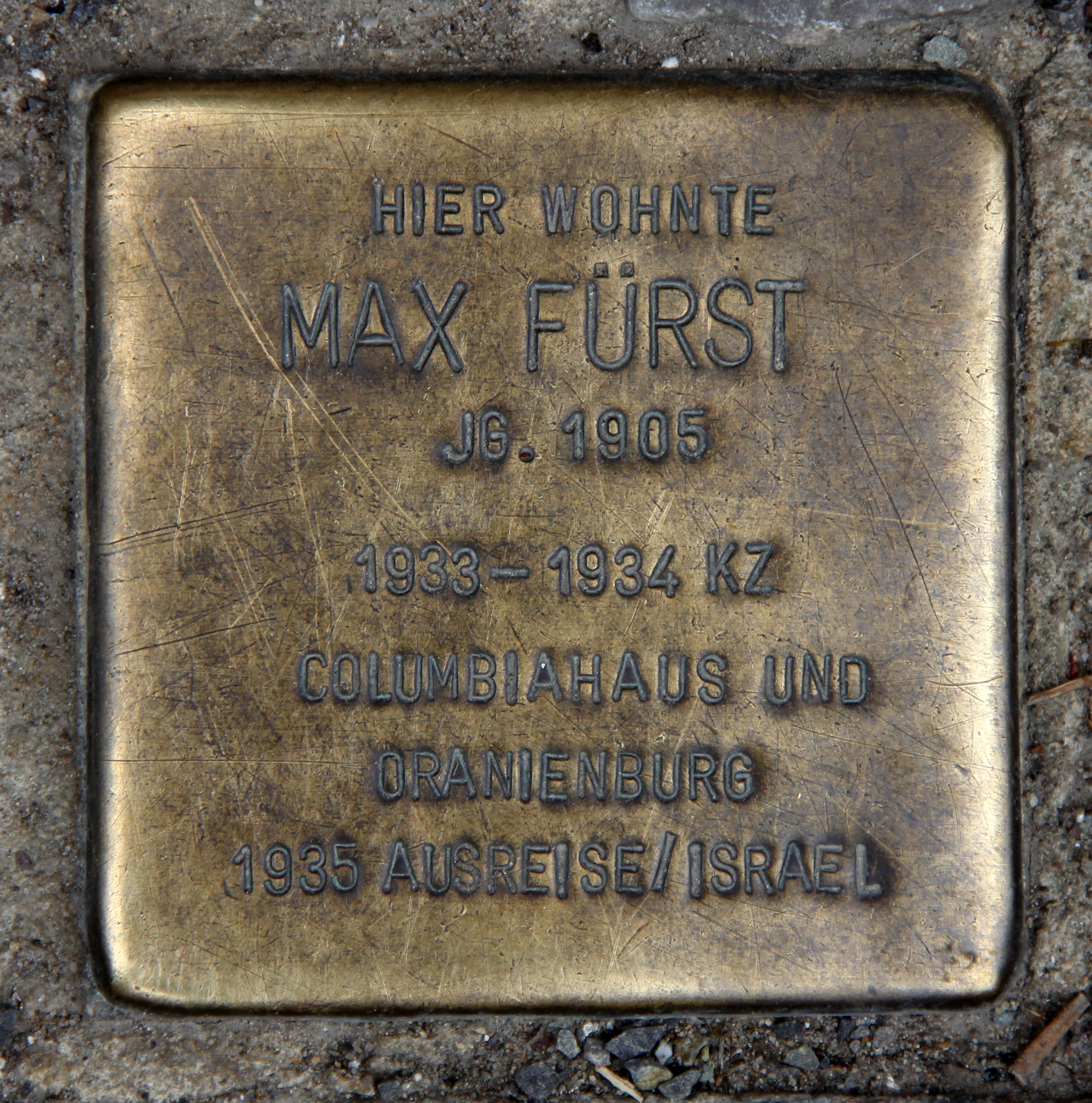
Stolperstein, Zolastraße 1a, in Berlin-Mitte

Er wurde als einziger Sohn einer deutsch-jüdischen Familie mit fünf Kindern geboren, sein Vater war ein Kaufmann. 1920 wandte er sich, zusammen mit seinem Jugendfreund Hans Litten, der deutsch-jüdischen Jugendgruppe mit sozialrevolutionären Ideen „Schwarzer Haufen“ zu, die bis 1927 den liberalen Kameraden, deutsch-jüdischer Wanderbund angehörte und sich 1928 auflöste. Hier traf er auch seine spätere Ehefrau Margot Meisel, Schwester von Hilde Meisel, sie hatten zwei Kinder, Birute Hanna, geboren am 27. Mai 1930 und Hans Elnis, geboren am 18. Februar 1933.
Mit dem Entschluss, das Realgymnasium zu verlassen und 1924 eine Tischlerlehre zu beginnen, kehrte er der bürgerlich-jüdischen Welt seines Elternhauses bewusst den Rücken, verließ 1925 Königsberg, baute eine jüdische Jugendgruppe mit auf und gründete die Beratungsstelle „Jugend berät Jugend“ in Berlin. 1933 kam er zusammen mit seiner Frau in Gestapohaft, später in das KZ Oranienburg. Nach der Entlassung 1934 hatte er die erste und einzige Begegnung mit seiner Schwägerin Hilde Meisel, die später unter dem Namen Hilda Monte als Widerstandskämpferin bekannt wurde. In seinem Werk Talisman Scheherazade hat er ihr ein Denkmal gesetzt.
1935 gelang ihm gemeinsam mit der Familie die Flucht nach Palästina. 1945 begann hier seine lebenslange Freundschaft mit dem späteren Schriftsteller Ludwig Greve.
1938 wurde allen vier Mitgliedern der Familie Fürst die deutsche Staatsangehörigkeit aberkannt (Ausbürgerungsliste veröffentlicht am 23. Mai 1938 im Deutschen Reichsanzeiger und Preußischen Staatsanzeiger).
1950 konnte Max Fürst mit Hilfe der Quäker nach Deutschland zurückkehren. Zionismus und jüdischer Nationalismus, wie er sie erlebte, entsprachen nicht seiner Weltanschauung.
Durch Minna Specht, die er in den 1920er Jahren kennengelernt hatte, erhielten Max und Margot Fürst eine Anstellung in der Odenwaldschule bis 1951. Zusammen mit HAP Grieshaber war das Ehepaar Fürst dann im Kloster Bernstein in Sulz am Neckar in der Bernsteinschule tätig, einer privaten Kunstschule, die in der Nachkriegszeit für Künstler und Kunststudenten als Akademie-Ersatz diente.
1973 erschien seine Autobiographie Gefilte Fisch, die Heinrich Böll als ein „kleines Wunder“ bezeichnete. Drei Jahre später folgte die Fortsetzung mit Talisman Scheherazade. Beide Bücher wurden Bestseller in Deutschland. Bis zu seinem Tod 1978 arbeitete Max Fürst als Tischler und Möbelrestaurator in Stuttgart.
Im Mai 2006 wurde vor seinem ehemaligen Wohnhaus in Berlin-Mitte, Zolastraße 1a, ein Stolperstein verlegt.

## Werke
- Gefilte Fisch. Eine Jugend in Königsberg. 1973, wieder: Verlag der Nation, Husum 2002, ISBN 978-3-373-00512-4.
  - als dtv Taschenbuch, München 1976, ISBN 3-423-01187-4.
- Talisman Scheherazade. Die schwierigen zwanziger Jahre. 1976.
  - Gefilte Fisch und wie es weiterging. dtv, München 2004 ISBN 3-423-13190-X (beide vorigen Autobiographien zusammen mit dem Nachlass).
- Artikel in: Sozialistische Warte: Hans Litten, Jg. 13, 1938, Nr. 32 v. 12. August 1938, S. 758
- Artikel Mein Judentum. In: Mein Judentum. Selbstzeugnisse. Hg. Hans Jürgen Schultz, Benziger, Zürich 1999, ISBN 3-545-20153-8.